# Neochlamisus

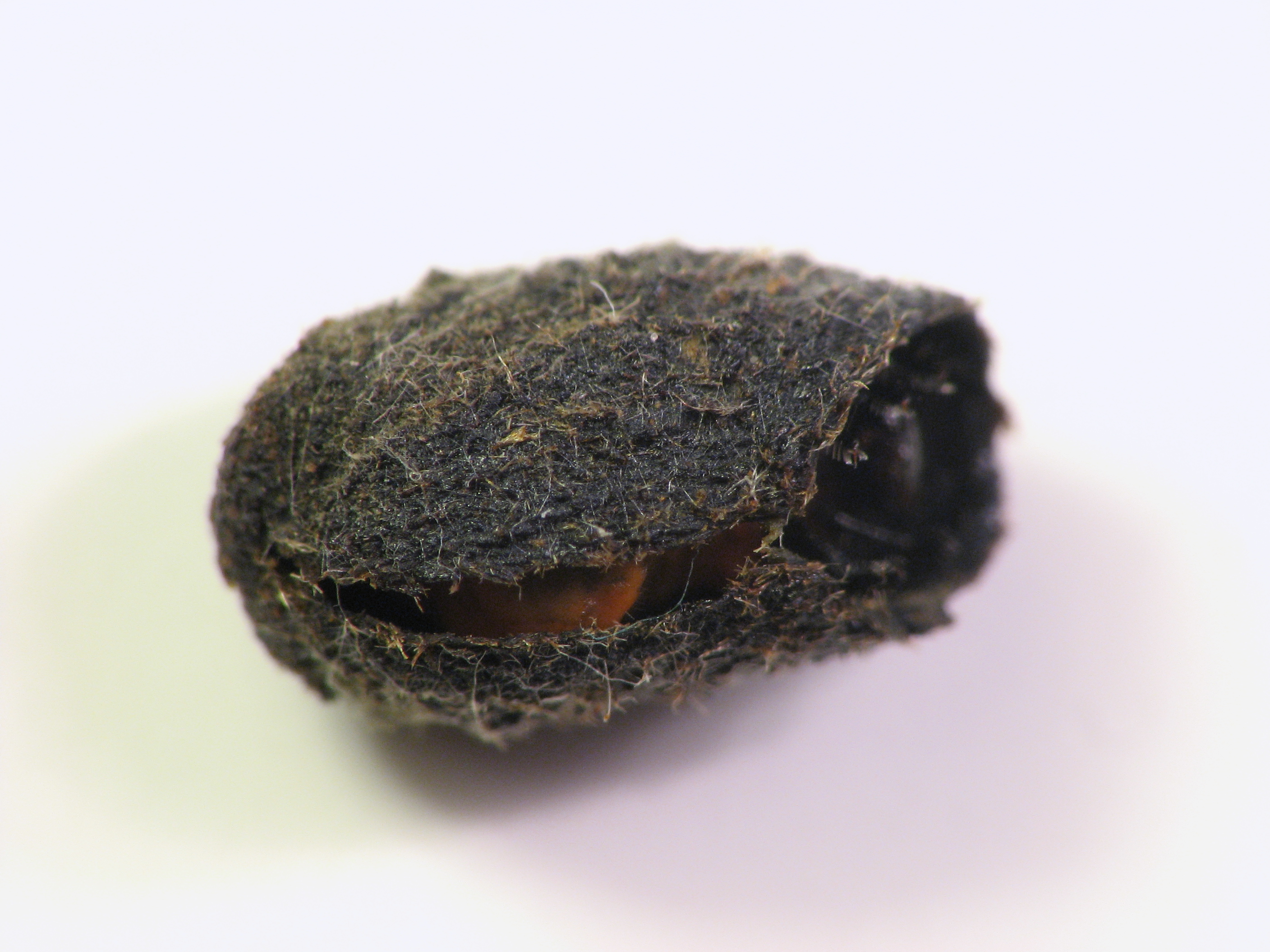
Estuche fecal de la larva

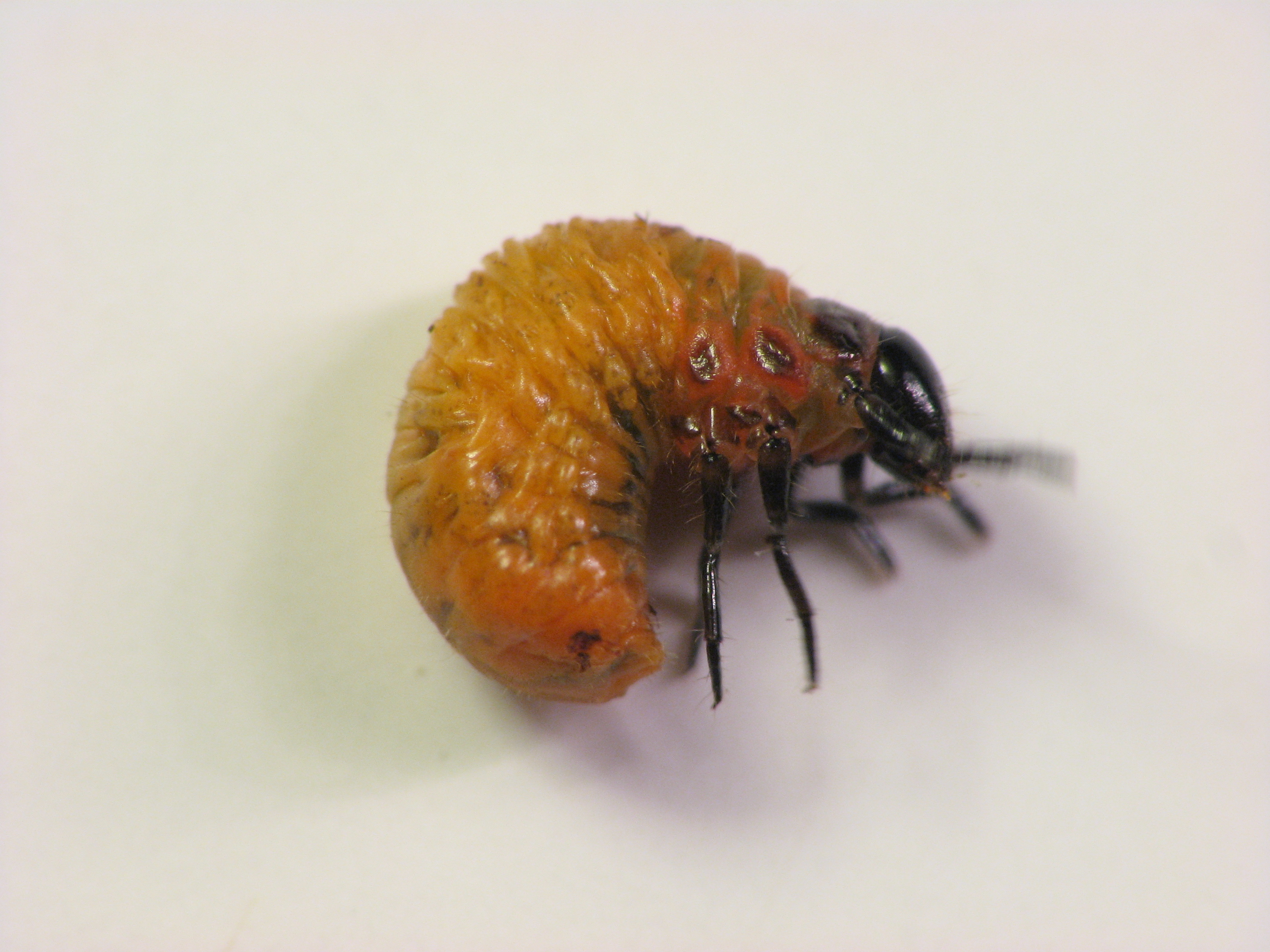
Larva fuera del estuche fecal

Neochlamisus es un género de escarabajos de la familia Chrysomelidae. Miden 3–4 mm de largo como adultos, son crípticos, teniendo la apariencia de materia fecal de orugas. Todas las especies ocurren en Norteamérica, incluyendo México.

## Ciclo vital
En la primavera la hembra deposita huevos aislados en las hojas o tallos de la planta huésped y forma un estuche fecal alrededor de cada huevo. Las larvas permanecen en la planta y van añadiendo heces al estuche fecal a medida que crecen. Este es un proceso muy elaborado que las larvas realizan continuamente para ir adaptando al crecimiento de la larva; hasta que cierran  el estuche adherido al sustrato antes de pupar. Este período de inmovilidad es vulnerable a depredadores. Después de alrededor de veinte días, el adulto emerge, abriendo un círculo en el ápice del estuche, levanta la tapa y sale. Vuela en busca de alimento y apareamiento. Permanece cerca de su planta alimento.
Neochlamisus tienen plantas huéspedes específicas, a veces una sola especie. Una excepción bien conocida es N. bebbianae que se especializa en seis géneros de árboles de cinco familias diferentes. Las poblaciones de N. bebbianae asociadas con cada una de estas especies son llamadas "formas de hospederos" y se usan en estudios de especiaciones relacionadas.

## Especies
Se reconocen 17 especies:
- Neochlamisus alni (Brown, 1943)
- Neochlamisus assimilis (Klug, 1824)
- Neochlamisus bebbianae (Brown, 1943)
- Neochlamisus bimaculatus Karren, 1972
- Neochlamisus chamaedaphnes (Brown, 1943)
- Neochlamisus comptoniae (Brown, 1943)
- Neochlamisus cribripennis (J. L. LeConte, 1878)
- Neochlamisus eubati (Brown, 1952)
- Neochlamisus fragariae (Brown, 1952)
- Neochlamisus gibbosus (Fabricius, 1777)
- Neochlamisus insularis (Schaeffer, 1926)
- Neochlamisus moestificus (Lacordaire, 1848)
- Neochlamisus platani (Brown, 1952)
- Neochlamisus scabripennis (Schaeffer, 1926)
- Neochlamisus subelatus (Schaeffer, 1926)
- Neochlamisus tuberculatus (Klug, 1824)
- Neochlamisus velutinus Karren, 1972